# Diocesi ortodossa di Oulu
La diocesi ortodossa di Oulu (in finlandese: Oulun ortodoksinen hiippakunta) è una diocesi della chiesa ortodossa finlandese. Ha sede nella città di Oulu, in Finlandia, presso la cattedrale della Santissima Trinità. L'eparchia conta 25 chiese ed è divisa in due vicariati: Oulu e Tampere. 
La maggioranza dei fedeli sono finlandesi discendenti da profughi scappati dalle regioni invase dai russi durante la guerra, le uniche zone dove ci fossero finlandesi ortodossi. Dal 2015 al 2024 era retta dal metropolita Elia.

## Cronotassi dei vescovi
- Leo Makkonen 1980–1996
- Ambrosius (Jääskeläinen) 1996–2002
- Panteleimon (Sarho) 2002–2013
- Elia (Wallgrén) 2015–2024